# (3744) Horn-d'Arturo
(3744) Horn-d'Arturo est un astéroïde de la ceinture principale.

## Description
(3744) Horn-d'Arturo est un astéroïde de la ceinture principale. Il fut découvert le 5 novembre 1983 à Bologne par l'observatoire San Vittore. Il présente une orbite caractérisée par un demi-grand axe de 2,63 UA, une excentricité de 0,28 et une inclinaison de 3,8° par rapport à l'écliptique.
Il a été nommé en hommage à l'astronome italien Guido Horn d'Arturo.

## Compléments